# 生野鉱山寮馬車道

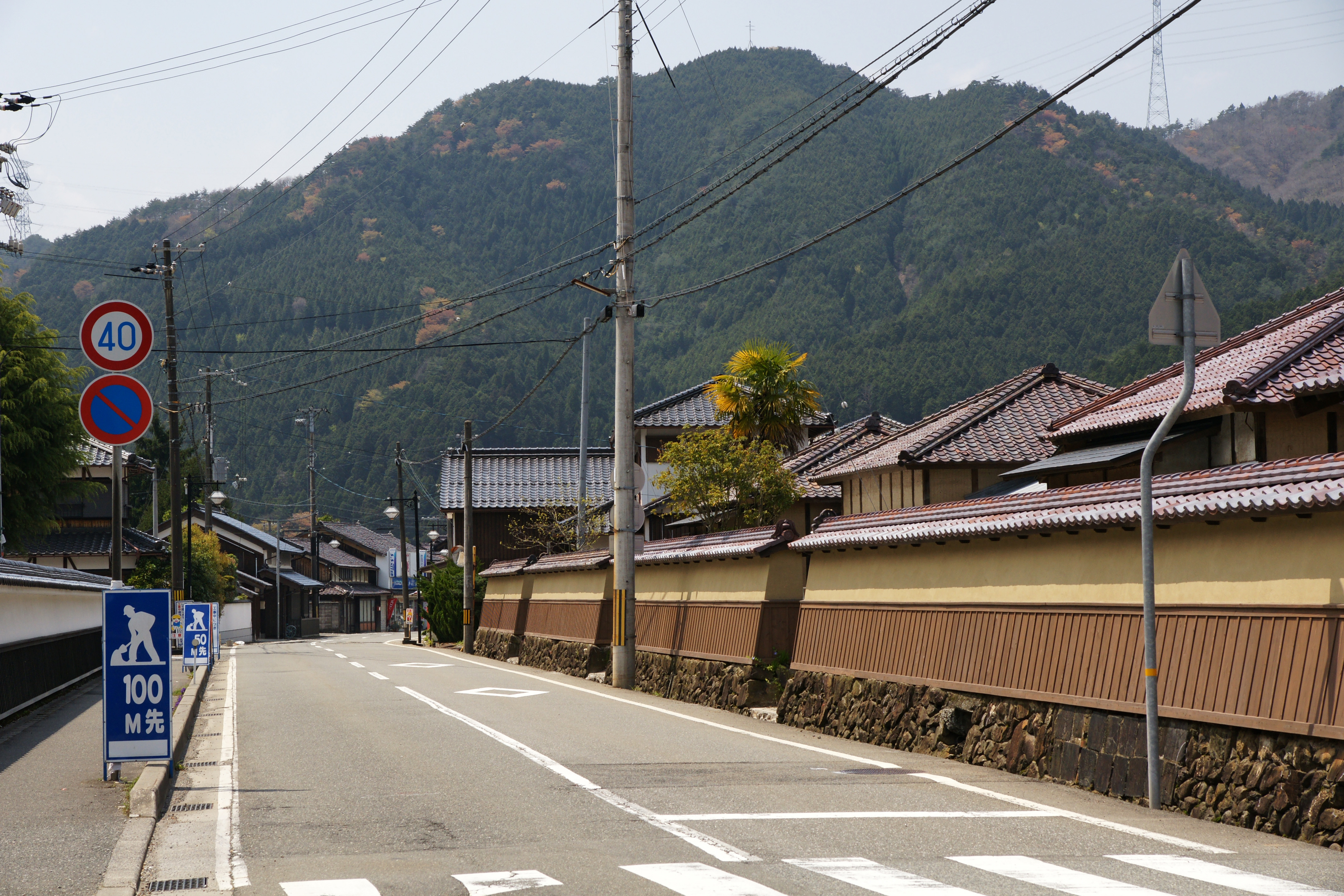
旧生野鉱山社宅前（兵庫県朝来市口銀谷）

生野鉱山寮馬車道（いくの こうざんりょう ばしゃみち）は、明治時代前半に兵庫県にあった官設の馬車道。別称は生野鉱山道、近年は銀の馬車道とも言い、経済産業省の近代化産業遺産、文化庁の日本遺産に認定されている。

## 概要
生野鉱山（現・朝来市）と飾磨港（現・姫路市）を結ぶ道路で、鉱山関連物資の輸送のために旧但馬街道（生野街道）を、生野鉱山に招聘されていたフランス人技師ジャン＝フランソワ・コワニェ提案により工部省鉱山寮が整備したものである。1875年（明治6年）に着工、1878年（明治9年）に竣工した。
コワニェと同じく生野鉱山に招聘されていたフランス人技師レオン・シスレーの設計により、当時ヨーロッパの最新技術であるマカダム舗装が取り入れられた。全長12里15丁（約49km）、道路幅は3間3尺（6m）以上が確保され、馬車などの車両がすれ違える幅員とした。日本初の高速産業道路ともいわれる。
1895年（明治28年）に播但鉄道（現在のJR播但線）が飾磨－生野間で開通したため、物資輸送の主力は鉄道に取って代わられた。馬車道としては1921年（大正9年）に廃止となったが、その後も道路として利用された。現在でも国道312号などの一部に当時の面影を残している。
2006年頃から、銀の馬車道プロジェクトとして、沿道周辺に残る歴史遺産の整備が進められようとしている。

## 通過自治体
朝来市 - 神崎郡神河町 - 神崎郡市川町 - 神崎郡福崎町 - 姫路市